# 西五旗站
西五旗站是位于中國内蒙古自治区牙克石市西五旗村的一个铁路车站，邮政编码22159。车站建于1944年，有牙林铁路经过该站，现仅办理货运，不办理客运业务。车站距离牙克石78公里，隶属哈尔滨铁路局，是四等站。